# Olapa nigribasis
Olapa nigribasis är en fjärilsart som beskrevs av Antonius Johannes Theodorus Janse 1917. Olapa nigribasis ingår i släktet Olapa och familjen tofsspinnare. Inga underarter finns listade i Catalogue of Life.